# Santiago Pino
Santiago Pino (* 20. August 1931) ist ein ehemaliger uruguayischer Fußballspieler.

## Karriere

### Verein
Defensivakteur Pino, der auf der Position des rechten Half eingesetzt wurde, schloss sich 1958 dem in Montevideo beheimateten Club Atlético Peñarol an und gehörte bis 1961 dem Kader in der Primera División an. In den Spielzeiten 1958, 1959, 1960 und 1961 wurden die "Aurinegros" jeweils Uruguayischer Meister. 1960 und 1961 gewann sein Verein zudem die seinerzeit noch als Copa Campeones de América bezeichnete Copa Libertadores. Im Wettbewerb 1960 stellte ihn Trainer Roberto Scarone in beiden Finalspielen gegen den Club Olimpia in der Startelf auf. Auch in den beiden Partien um den Weltpokal des Jahres 1960, den man letztlich dem Gegner Real Madrid überlassen musste, lief er von Beginn an auf. 1961 fanden die Finalspiele der Copa Campeones de América ohne seine Beteiligung statt. Er kam allerdings zuvor im Halbfinale beim 2:1-Auswärtssieg gegen den Club Olimpia noch zum Einsatz. In der Liga wird er in jenem Jahr nicht mehr in der Stammelf geführt.

### Erfolge
- Copa Campeones de América: 1960, 1961
- Uruguayischer Meister: 1958, 1959, 1960, 1961